# Diphyus latebricola
Diphyus latebricola är en stekelart som först beskrevs av Wesmael 1845.  Diphyus latebricola ingår i släktet Diphyus och familjen brokparasitsteklar. Inga underarter finns listade i Catalogue of Life.